# Thiérache
La Thiérache è una regione che raggruppa territori della Francia e del Belgio ove si riscontrano tratti di paesaggio e architetture similari: presenza di bocage, di pascoli, di avvallamenti, di abitazioni isolate, di case tradizionali costruite in pietra o in mattoni con inserzioni di pietre e munite di tetti in ardesia.
Situata al nord-est del dipartimento dell'Aisne, essa deborda in quelli delle Ardenne e del Nord, ma anche nelle province belghe dell'Hainaut e di Namur. Essa corrisponde globalmente ai contrafforti occidentali del massiccio ardennese.
IL suo agglomerato più importante è Fourmies.

## Geografia

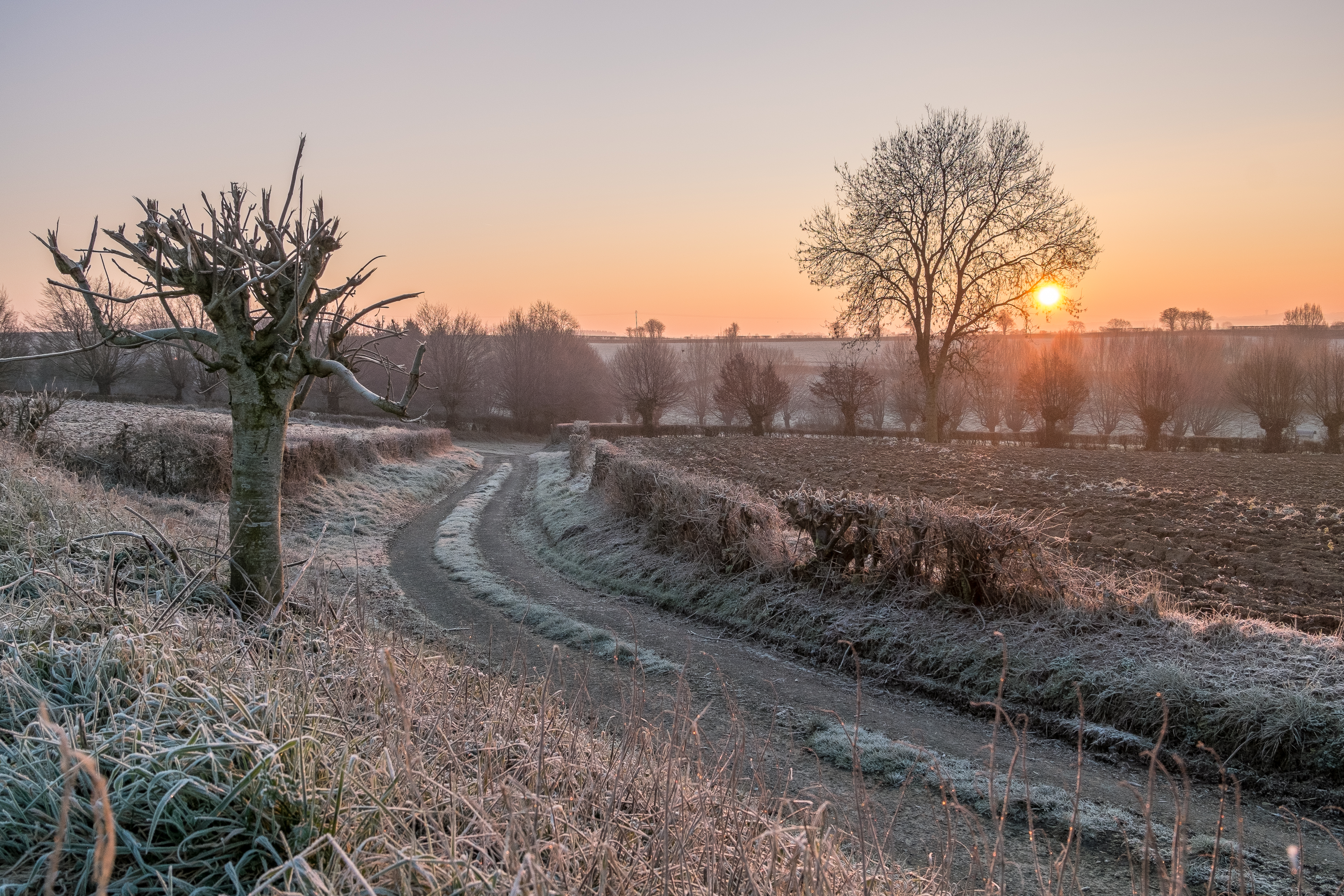
Alba coperta di brina nel bocage à Bas-Lieu (59)

La Thiérache è una regione frammentata, ripartita fra due Paesi, tre dipartimenti francesi, Aisne, Nord e Ardenne, appartenenti a due distinte regioni della Francia (rispettivamente Alta Francia, per l'Aisne e il Nord, e Grand Est per le Ardenne) e due provincie belghe (Hainaut e Namur).
Questi limiti segnano profondamente questo spazio centripeto. Lo stesso confine attuale tra l'Aisne e il Nord, antica frontiera della Francia prima del XVII secolo rimane una frattura importante nello spazio sociale, nonostante la somiglianza sorprendente dei paesaggi.
| Paese   | Regione         | Dipartimento (F) / Provincia (B) | Unità amministrativa | Superficie | Popolazione     |
| ------- | --------------- | -------------------------------- | --- | ---------- | --------------- |
| Francia | Hauts-de-France | Aisne                            | Pays de Thiérache (Comunità dei comuni delle Trois Rivières, Comunità dei comuni di Thiérache Sambre e Oise, Comunità dei comuni della Thiérache d'Aumale e Comunità de comuni della Thiérache del Centro) | 1672 km2   | 78 555 abitanti |
| Francia | Hauts-de-France | Nord                             | Sud-est dell'arrondissement d'Avesnes/Helpe (cantoni situati al sud della Sambre): cantoni di Avesnes/Helpe Nord, Avesnes/Helpe Sud, Landrecies, Solre-le-Château, Trélon                                  | 730 km2    | 69.966 abitanti |
| Francia | Grand Est       | Ardenne                          | Ovest dell'arrondissement de Charleville-Mézières: Cantoni di Renwez, Rocroi, Rumigny, Signy-l'Abbaye, Signy-le-Petit                                                                                      | 907 km2    | 26 402 abitanti |
| Belgio  | Regione vallone | Hainaut                          | Sud della Botte du Hainaut: Comuni de Chimay, Froidchapelle, Momignies, Sivry-Rance | 441 km2    | 23 382 abitanti |
| Belgio  | Regione vallone | Namur                            | Sud-ovest dell'arrondissement di Philippeville: Comuni de Cerfontaine, Couvin, Viroinval | 411 km2    | 23 939 abitanti |

## Storia

Stemma della Thiérache.

Storicamente la Thiérache era limitata al nord dal dipartimento dell'Aisne, con Guise come capitale.
Una tenace leggenda, smentita dalle scoperte archeologiche, fa della Thiérache medievale un paese coperto da foreste. La copertura forestale era più importante che nelle ricche regioni agricole vicine (il laonnese, a sud, e il Vermandois ovest), ma i dissodamenti del medioevo, certamente importanti, sono stati esagerati. Sussistono tuttavia ancora alcune belle foreste demaniali: le foreste di Anor, Fourmies, Hirson, Trélon, Le Nouvion-en-Thiérache e di Saint-Michel.
L'abate Hossart, nella sua Histoire ecclésiastique et profane du Hainaut riferisce che all'inizio del VII secolo la diocesi di Cambrai era divisa in alcuni piccoli dipartimenti che avevano ciascuno il loro amministratore della giustizia e i loro costumi.
(Histoire ecclésiastique et profane du Hainaut dell'Abate Hossart (2 vol. in-12, Mons, 1792))
Questo autore assegnerebbe dunque alla Thiérache al nord-est una distesa molto più considerevole che quella che le si riconosce generalmente oggi.
Dal X secolo a XII, furono fondate sei abbazie:
| Abbazia          | Anno di fondazione | Ordine                                                       |
| ---------------- | ------------------ | ------------------------------------------------------------ |
| San Michele      | 945                | Benedettino                                                  |
| Bucilly          | ~ 946              | Saint Martin des Champs poi Canonici regolari premostratensi |
| Foigny           | ~ 1121             | Cistercensi                                                  |
| Clairfontaine    | 1126               | Canonici regolari premostratensi                             |
| Thenailles       | 1130               | Canonici regolari premostratensi                             |
| Val Saint-Pierre | 1140               | Certosino                                                    |

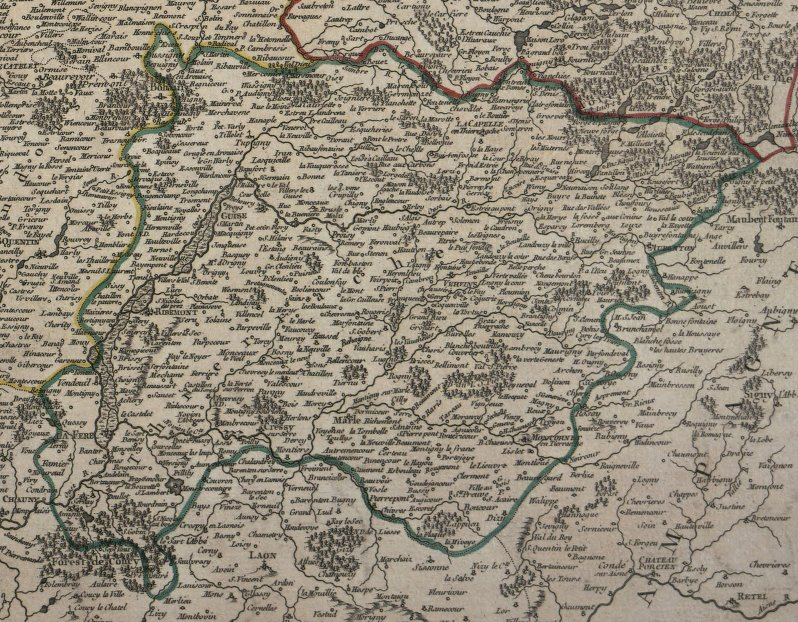
Il paese di Thiérache nel 1753 sulla carta del Governo generale di Piccardia e Artois di Gilles Robert de Vaugondy.

Secondo la carta del 1753 del Governo generale di Piccardia e Artois di Gilles Robert de Vaugondy i confini della Thiérache erano, a nord, gli stessi attuali del dipartimento ad eccezione di Fesmy e Le Sart, che allora appartenevano al Cambrésis; a nord-ovest la linea divisoria collegava Honnechy alla Thiérache, poi, questa linea, discendendo verso ovest, al di là del corso dell'Oise, lasciava al Vermandois Bohain, Fresnoy-le-Grand, Moÿ e all'Île-de-France, Chauny. A sud la Thiérache aveva come confine i comuni di Septvaux, Lizy, Bucy-lès-Cerny, Chalandry, Froidmont, Sissonne et Nizy-le-Comte. A est aveva, come a nord, gli stessi confini di quelli del dipartimento, lasciando tuttavia Noircourt, Rozoy-sur-Serre, Brunehamel, e prendendo Rumigny, che oggi appartengono alle Ardenne.

## Paesaggio
Per la loro ricchezza in foreste e in praterie, grazie alla cura del bocage localmente preservato e collegando questo ambiente con le Ardenne e, attraverso il massiccio ardennese, con zone dell'Europa centrale ecologicamente molto ricche, la Thiérache, e maggiormente l'Avesnois, sono un grande serbatoio di biodiversità per il nord della Francia e per il Belgio. Questa ricchezza ha giustificato la creazione del Parco naturale dell'Avesnois e fa di questa regione una delle due zone maggiori della Trama verde e azzurra del Consiglio regionale del Nord-Pas-de-Calais.
L'arretramento del bocage e delle colture di piante da foraggio, lo sfruttamento agricolo, il ritorno alla campagna e la frammentazione ambientale del territorio da parte di nuove strade sono tuttavia cause importanti di arretramento della biodiversità.
La Thiérache è tradizionalmente una terra di bocage, curiosamente intercalata nella sua parte meridionale tra i campi aperti della champagna, della Piccardia e del Cambrésis.
Questa particolarità ha due origini:
- Nel nord della Thiérache (Avesnois), esisteva nel XIV secolo una forte tendenza all'individualismo agrario che ha sviluppato qualche nucleo di bocage, studiato da J. Sivery
- Nel sud della Thiérache (Thiérache axonaise), la pratica della pastorizia e i diritti di passaggio impedivano le recinzioni fino alla fine del XVIII secolo. Il sistema dominante rimase quello dei campi aperti. Con la fine delle pratiche collettive, il bocage si espandette nuovamente durante tutto il XIX secolo, sul modello dell'Avesnois[4].

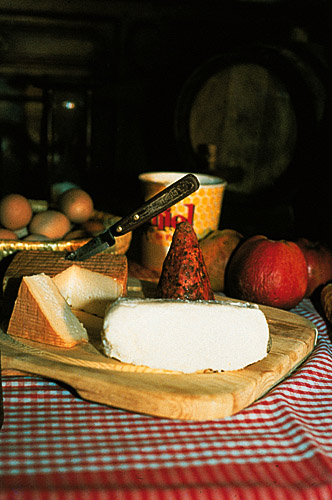
maroilles e boulette d'Avesnes.

- Nel XIX secolo, con l'apertura della regione alla ferrovia, le coltivazioni a scarsa resa economica, come i cereali, sono state abbandonate a vantaggio dell'allevamentio bovino. La Thiérache, come il pays d'Auge in Normandia, s'è volto alla produzione del burro, prodotto molto apprezzato sul mercato parigino, e dei formaggi, tra i quali le maroilles e le boulette d'Avesnes. Come in Normandia nelle praterie sono stati piantati meleti che forniscono un sidro di alta qualità.

Il bocage s'è progressivamente esteso da sud verso nord. Esso non presenta scarpate, al contrario del bocage bretone e normanno. Dalla fine del XX secolo, la crisi dell'allevamento per la produzione di latte ha provocato un arretramento del bocage a favore del "campo aperto" (accorpamento ed estirpazione delle siepi).
Molte industrie locali, filande, vetrerie, lavorazioni della ceramica, fonderie, cesterie, birrifici, laminatrici, bottifici, mascalcie, lavorazioni del marmo, fiorenti nell'ultimo secolo, sono diventate marginali o si sono estinte.
Un'altra specialità locale è stata lo sfruttamento del calcare blu del periodo givetiano, detto "pietra blu", che le costruzioni locali sfoggiano ampiamente.
Certe forme curiose di foresta sono tipiche della Thiérache: ci sono le "siepi", tipi di foreste circolari che circondano le città a fini difensivi dell'Alto Medioevo. Molte di queste sono state estirpate nel corso dei secoli. Oggi la sola "siepe" di Avesnes-sur-Helpe è rimasta chiaramente identificabile. Essa ha ancora giocato un ruolo determinante sul piano strategico durante la battaglia di Wattignies.

## Agricoltura
Nel 2000, la Thiérache del Nord-Pas-de-Calais contava ancora 1035 utilizzi agricoli, di cui 690 quasi esclusivamente consacrate all'allevamento dei bovini; a quella data, 24 % delle attività agricole era conforme alle norme del Programme de maîtrise des pollutions d'origine agricole (Programma di controllo dell'inquinamento di origine agricola – PMPOA) e il 33 % si apprestava ad aderirvi rapidamente, con una modernizzazione globale del 57 %.
- superficie agricola utile: 42 463 ha nel 2000 (-7 % dal 1998 al 2000).
- superficie agricola utile media: 41 ha per utilizzo (+6,9 % dal 1998 al 2000).

### Colture agricole prevalenti e tendenza
Sistemi di pastorizia per produzione di latte puri (circa 400 utilizzatori su 312 utilizzi, con una resa in latte di 180.000 kg):
- una messa a norma giunta al 50 % nel 2000, dopo numerosi accorpamenti che hanno causato un forte arretramento del bocage e dei metodi tradizionali;
- un sistema foraggero o completato da una superficie a foraggio in debole proporzione;
- un numero di animali medio di 40 mucche (sistema foraggero puro) a 60 mucche (erbe + mais) su una superficie da 40 a 60 ettari;
- allevatori piuttosto vecchi, in particolare nel sistema foraggero puro (50 % degli allevatori-contadini hanno più di 50 anni, con poche prospettive di ripresa); si prevede una netta diminuzione degli utilizzi negli anni a venire e i sistemi a foraggio saranno i più colpiti, il che rischia di modificare sensibilmente il paesaggio della Thiérache. L'utilizzatore non dispone generalmente di salario e i congiunti lavorano in altro luogo nel 50 % dei casi.

Sistemi che associano la produzione di latte e l'allattamento (130 utilizzi):
- senza differenze generali (sia per quanto riguarda le dimensioni dell'utilizzo che il suo risultato economico);
- una tendenza al calo di produzione di carne a vantaggio di quella di latte (vi è una forte domanda di latte biologico)
- una tendenza al calo regolare del numero di utilizzi  (- 4,5 % tra il 1998 e il 2000) ;
- un risultato corrente per anno, che era valutato, nel 2000, tra i 12 000 e i 18 000 €.

## Trasporti
La route nationale 2, grande asse stradale che collega Parigi alla frontiera belga, in direzione Bruxelles, attraversa la Thiérache secondo un asse sud-nord, via Vervins, La Capelle e Avesnes-sur-Helpe.
Un altro asse stradale importante, l'antica route nationale 43 (dipartimentalizzata dal 2006), collega Calais a Metz, attraversa la Thiérache secondo un asse nord-ovest sud-est, via Le Nouvion-en-Thiérache, La Capelle e Hirson.
Dal punto di vista ferroviario, la Thiérache è attraversata dalla linea Calais Basilea, che non è più servita che dai TER verso Lilla e Charleville-Mézières. Una linea secondaria collega Hirson a Laon.

## Patrimonio culturale

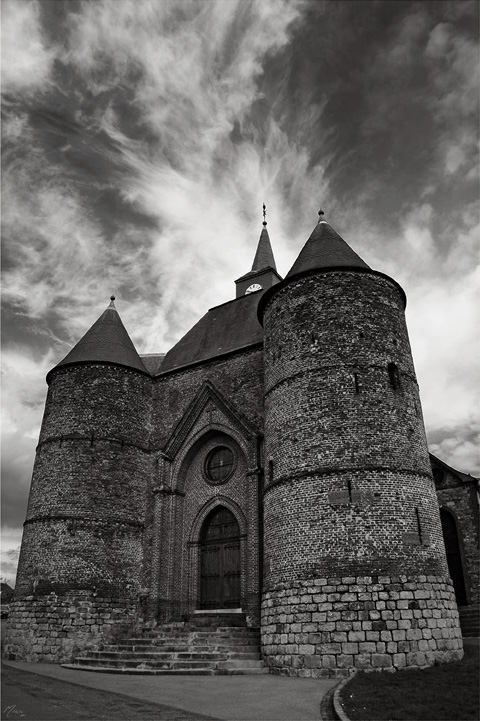
Chiesa fortificata di Wimy (Aisne)

- Numerosi edifici tradizionali in mattone e pietra blu;
- L'abbazia di San Michele in Thiérache e i suoi grandi organi;
- Il Castello di Guisa, fortezza dei celebri duchi di Guisa, che deve i suoi mille anni d'occupazione militare ininterrotta alla situazione storica e geografica chiave della Thiérache ;
- Il Famulato di Guisa, fondato da Jean-Baptiste André Godin (1817-1888), luogo della storia industriale e sociale della regione ;
- L'ecomuseo dell'Avesnois a: Fourmies, Sains-du-Nord, Felleries e Trélon ;[6]
- La Tour Florentine de Buire, testimonianza dell'attività ferroviaria della stazione d'Hirson (secondo nodo ferroviario per importanza della Francia dopo Parigi all'inizio del XX secolo) ;
- Il Forte d'Hirson;
- Il Verziau de Gargantua, monolite situato nel comune di Bois-lès-Pargny.